# Кайрелл мак Муйредайг Муйндейрг
Кайрелл мак Муйредайг Муйндейрг (Кайрелл Победитель; др.‑ирл. Cairell mac Muiredaig Muindeirg, Cairell Coscrach; умер в 526 или 532) — король Ульстера (503/509—526/532) из рода Дал Фиатах.

## Биография
Кайрелл был вторым сыном Муйредаха Муйндерга. После смерти отца в 489 году престол Ульстера перешёл к старшему сыну скончавшегося монрха, королю Эохайду.
Согласно одному из житий святого Патрика, этот «апостол Ирландии» проклял потомков короля Эохайда за ярое пристрастие монарха к язычеству. Непосредственным поводом для этого стало убийство двух дев, изъявивших желание служить Богу, но утопленных по приказу короля Ульстера. Чтобы отвести проклятие от своего ещё неродившегося сына Домангарда, беременная жена Эохайда бросилась в ноги Патрика и была им крещена. В отличие от своего брата, Кайрелл с почётом принял у себя в доме святого и получил от него благословение. Предание сообщает, что именно благодаря проклятию Патрика впоследствии из рода Дал Фиатах только потомки Кайрелла занимали престол Ульстера.
Смерть короля Эохайда в ирландских анналах датируется по-разному: «Анналы четырёх мастеров» относят её к 503 году, «Анналы Тигернаха» — к 509 году. Однако, по мнению современных историков, хронология анналов о событиях в Ульстере V—VI веков является весьма приближённой. Поэтому нельзя исключать возможности, что Эохайд мак Муйредайг Муйндейрг мог скончаться в любой другой год в начале VI века. Несмотря на неопределённость дат, все средневековые списки королей Ульстера сообщают, что преемником короля Эохайда стал его брат Кайрелл. Трактат «Laud Synchronisms» сообщает, что Кайрелл правил Ульстером двадцать три года, а «Лейнстерская книга» свидетельствует, что он был королём двадцать пять лет.
О правлении королей Ульстера V — первой половины VI веков почти ничего неизвестно. Лишь на основании нескольких дошедших до наших дней огамических надписей с Мэна, датируемых началом VI века, предполагается, что в это время ульстерцы могли совершать походы на этот остров. Сведения о походе Кайрелла на Мэн содержатся и в одной из поэм XII века. В то же время, сведения анналов о вторжении в 504 году на Мэн британских скоттов, историки считают ошибкой позднейших переписчиков.
В одном из списков королей Ульстера Кайрелл, вместе со своими отцом и сыном, назван одним из семи ульстерских правителей, носивших титул «король Тары», сакральной резиденции верховных королей Ирландии. Хотя современные историки отвергают возможность того, что власть этих правителей распространялась на другие королевства острова, это свидетельство показывает ту важную роль, которую эти лица играли в ранней истории Ульстера.
Смерть короля Кайрелла анналы датируют 526 или 532 годом. Однако из-за приблизительности хронологии анналов о событиях V—VI веков, кончина этого монарха Ульстера иногда датируется и более поздним временем (например, около 540 года). Несмотря на то, что Кайрелл имел нескольких сыновей, его преемником на престоле Ульстера стал правитель Дал Арайде Эохайд мак Кондлай. Об обстоятельствах перехода престола к другому ульстерскому роду никаких сведений не сохранилось.
Кайрелл мак Муйредайг Муйндейрг был отцом двух сыновей: Деммана и Баэтана, во второй половине VI века также владевших престолом Ульстера.